# Лос-Негрос
Лос-Негрос (исп. Los Negros) — мексиканская преступная организация, ранее бывшая вооруженным крылом «Картеля Синалоа», а позже — вооруженным крылом Картеля Бельтран Лейва. Первоначально подразделение Лос-Негрос было сформировано, чтобы противостоять картелю Лос-Сетас и правительственным силам безопасности.

## История
Город Нуэво-Ларедо (Тамаулипас) был в центре войны между Лос-Сетас, работавшим на Картель Гольфо и Лос-Негрос, за которым стоял Картель Синалоа. После ареста в 2003 году лидера Гольфо Осила Карденаса, Синалоа, по некоторым данным, отправил 200 человек в этот район для борьбы с Гольфо. Область Нуэво-Ларедо — важный коридор незаконного оборота наркотиков, поскольку 40 % всего мексиканского экспорта, в общей сложности 9,000 грузовиков, проходят через эту область в Соединенные Штаты.
После убийства в 2004 году журналиста Роберто Хавьера Моры Гарсии из газеты El Mañana большая часть местных СМИ была вынуждена не писать о борьбе картелей. Наркокартели запугали СМИ, и иногда использовали их, чтобы отправить сообщения населению. В 2008 Эдгар Вальдес поместил объявление в местную газету, в котором обвинял Лос-Сетас в том, что те купили себе защиту от государственных чиновников и генерального прокурора.
После смерти Артуро Бельтран Лейва в ходе перестрелки с мексиканскими морскими пехотинцами в декабре 2009 года, в картеле Бельтран Лейва развернулась борьба за контроль над организацией между одной группой во главе с лейтенантами Эдгаром Вальдесом Вильярреалем и Херардо Альварес-Васкес, и другой во главе с текущим лидером картеля Эктором Бельтран Лейва. С 2010 года Лос-Негрос стала военизированным подразделением Эдгара Вальдеса (Ла Барби) в Мексике. Это продолжалось вплоть до ареста Вальдеса 30 августа 2010 года около Мехико. Вскоре после этого картель Бельтран Лейва распался.
Первоначально Лос-Негрос действовала в штате Тамаулипас, позже она расширила своё влияние на штаты Нуево Леона и Коауила. Также участники Лос-Негрос действовали в Сан-Луисе-Потоси, Веракрусе, Мичоакане, Герреро, Сакатекасе и Соноре. Лос-Негрос участвовала в борьбе за контроль над коридором наркотрафика с другими картелями в регионе Нуэво-Ларедо.
Лос-Негрос нанимала банды, такие как Мексиканская мафия и Mara Salvatrucha, чтобы осуществлять контроль за транзитом наркотиков, совершать убийства и другие преступления.